# Kegelfunktion
Die Kegelfunktionen sind spezielle Kugelfunktionen, die von Gustav Ferdinand Mehler 1868 als Lösung des Problems der Potentialbestimmung von auf einer Kegelfläche verteilten elektrischen Ladungen eingeführt wurden.

## Definition
Die ursprünglich von Mehler eingeführten Funktionen {\displaystyle K^{\mu }(x)} sind durch Kugelfunktionen darstellbar, und zwar zugeordnete Legendrepolynome erster und zweiter Art mit einem speziellen komplexen Index:
{\displaystyle P_{-(1/2)+i\lambda }^{\mu }(x)} und {\displaystyle Q_{-(1/2)+i\lambda }^{\mu }(x)}.
Dabei ist {\displaystyle \lambda } reell und {\displaystyle \mu } beliebig.
Entsprechend werden heute diese beiden speziellen Legendrefunktionen als Kegelfunktionen bezeichnet.
Speziell gilt mit {\displaystyle x=\cos(\theta )} und {\displaystyle \mu =0}:
{\displaystyle P_{-(1/2)+i\lambda }(\cos \theta )={\frac {2}{\pi }}\int _{0}^{\theta }{\frac {\cosh(\lambda t)}{\sqrt {2(\cos t-\cos \theta )}}}dt}
{\displaystyle Q_{-(1/2)\mp i\lambda }(\cos \theta )=\pm i\sinh \lambda \pi \int _{0}^{\infty }{\frac {\cos(\lambda t)}{\sqrt {2(\cosh t+\cos \theta )}}}dt+\int _{0}^{\infty }{\frac {\cosh(\lambda t)}{\sqrt {2(\cosh t-\cos \theta )}}}dt}